# University Place
University Place è una città della contea di Pierce, nello Stato di Washington (Stati Uniti).